# Neosynchiropus
Neosynchiropus là một chi cá đàn lia trong họ Callionymidae. Chúng là loài bản địa của Ấn Độ Dương và Thái Bình Dương.

## Từ nguyên
Neosynchiropus: Từ tiếng Hy Lạp νέος (néos) = mới + συν (syn) = cùng, đồng thời + χείρ (kheír) = tay + πούς (poús) = chân.

## Các loài
Hiện tại có 3 loài được ghi nhận trong chi này:
- Neosynchiropus bacescui Nalbant, 1979. Tây Ấn Độ Dương, vùng bờ biển ven Tanzania. Tuy nhiên, một số tác giả cho rằng nó chỉ là danh pháp đồng nghĩa của Synchiropus marmoratus (Peters, 1855) và vì thế hoàn toàn có thể bị loại khỏi danh sách loài.[3]
- Neosynchiropus ijimae (Jordan & Thompson, 1914) - cá đàn lia Nhật Bản. Tây bắc Thái Bình Dương, bao gồm Nhật Bản và Triều Tiên.
- Neosynchiropus ocellatus (Pallas, 1770) - cá đàn lia đốm. Từ miền nam Nhật Bản đến Quần đảo Marquises.